# Batman (serie de televisión)
Batman es una serie de televisión estadounidense, comedia de aventuras y fantasía, emitida por la red televisiva ABC entre 1966 y 1968, en tres temporadas, con un total de 120 episodios.
La serie giraba en torno a las aventuras que viven Batman (interpretado por Adam West) y su ayudante Robin (interpretado por Burt Ward) en su lucha contra el crimen en Gotham City. La identidad secreta de Batman es la del elegante «filántropo millonario» Bruce Wayne, quien vivía en la Mansión Wayne, en las afueras de la ciudad, con su joven entenado Dick Grayson, el que secretamente era Robin, su fiel mayordomo Alfred (Alan Napier), y la tía Harriet Cooper (Madge Blake). Ayudaban a Batman: Batgirl (Yvonne Craig), el comisario de policía Gordon (Neil Hamilton) y el jefe de policía O'Hara (Stafford Repp).
El fenomenal éxito de la serie desató lo que se conoció como la Batmanía, y creó un impacto en la cultura pop jamás visto antes e influyó incluso musicalmente a muchos grupos de rock como The Ventures y The Markets, entre otros.
Las aventuras del superhéroe eran por lo general en cada episodio, un enfrentamiento contra supervillanos como el Joker o El Guasón (interpretado por César Romero); El Acertijo/Enigma (The Riddler) (interpretado por Frank Gorshin y John Astin); El Pingüino (interpretado por Burgess Meredith); el rey Tut (interpretado por Victor Buono); el Cascarón (interpretado por Vincent Price), Sirena (interpretada por Joan Collins) y Gatúbela (papel interpretado por Julie Newmar en la 1 ª y 2 ª temporada, por Eartha Kitt en la 3ª temporada y por Lee Meriwether en la película de 1966). Otros artistas invitados para realizar su participación como "villanos invitados" fueron, entre otros, el gran pianista Liberace y la actriz Zsa Zsa Gabor.
Eartha Kitt fue protagonista en los capítulos de la tercera temporada, pero el público de la época no veía con buenos ojos una Catwoman negra.[cita requerida]
Durante la segunda temporada se hicieron los famosos "bat-climbs", esto es, cameos de gente famosa, como ellos mismos o interpretando a un personaje que les identificaba. Se destaca la aparición de Bruce Lee como Kato y la aparición de Ted Cassidy como Lurch (Largo) en la serie The Addams Family.

## Reparto

### Elenco

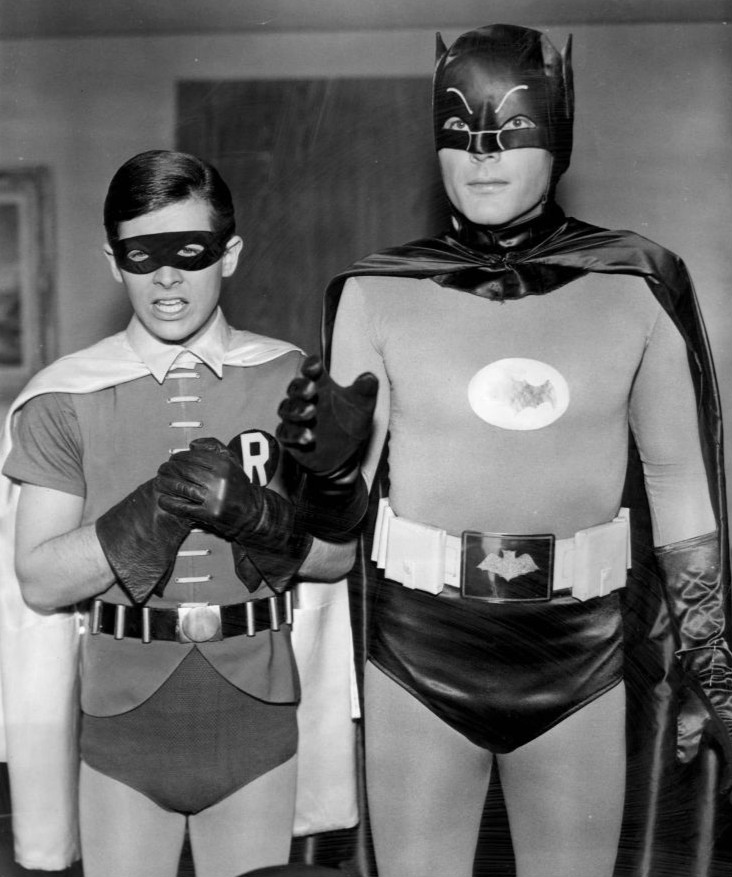
Los protagonistas de la serie: Burt Ward (izquierda) y Adam West (derecha), como Dick Grayson/Robin y Bruce Wayne/Batman, respectivamente.

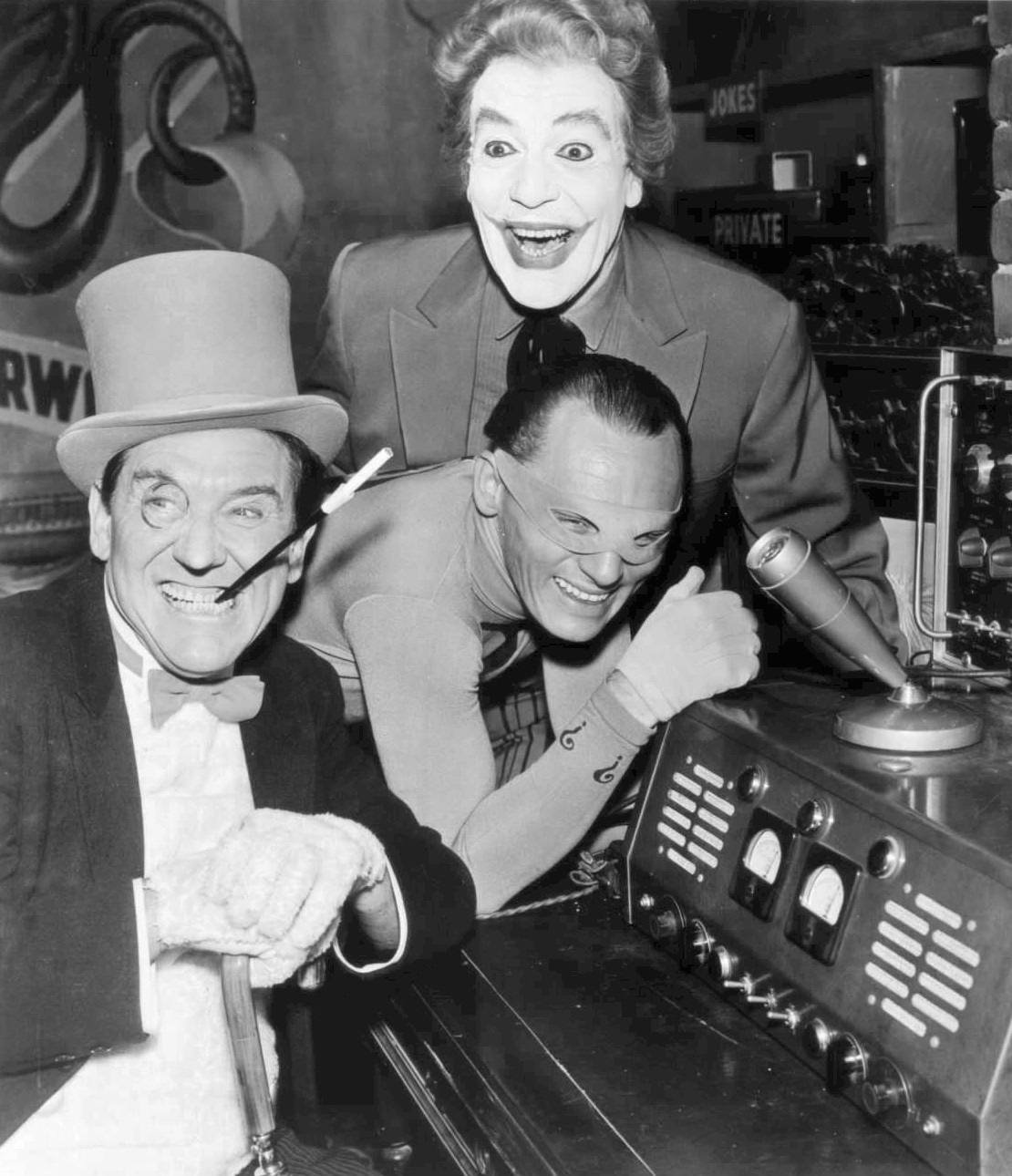
los frecuentes "villanos" (izquierda a derecha) Burgess Meredith Pingüino, Cesar Romero el Joker, y Frank Gorshin Enigma.

- Batman / Bruce Wayne / Bruno Díaz - Adam West
- Robin / Dick Grayson / Ricardo Tapia - Burt Ward
- Alfred - Alan Napier
- Jefe O'Hara - Stafford Repp
- Comisario Gordon/ Comisionado Fierro - Neil Hamilton
- El Joker / El Guasón - César Romero
- El Pingüino - Burgess Meredith
- Riddler / Enigma / Acertijo - Frank Gorshin/John Astin
- Catwoman / Gatúbela - Julie Newmar / Lee Meriwether / Eartha Kitt
- Narrador - William Dozier (el productor de la serie)
- Barbara Gordon / Batgirl / Batichica - Yvonne Craig

## Lista de episodios
Los títulos indicados aquí en castellano provienen del doblaje que fue realizado en México, mientras que los títulos que están entre paréntesis corresponden a la versión original en inglés.
1ra temporada
- 001 - Dime quién soy y te diré si estoy (Hi Diddle Riddle).
- 002 - Justo en el centro (Smack in the Middle).
- 003 - Los facinerosos feos, Primera Parte (Fine Feathered Finks).
- 004 - Los facinerosos feos, Segunda Parte (The Penguin's a Jinx).
- 005 - El Joker es un comodín (The Joker is Wild).
- 006 - Batman se sulfura (Batman Is Riled).
- 007 - El Capitán Frío (Instant Freeze).
- 008 - Queso para las ratas (Rats Like Cheese).
- 009 - Zelda La Grande (Zelda The Great).
- 010 - Una muerte peor que el destino (A Death Worse Than Fate).
- 011 - Un acertijo diario ahuyenta al adivino (A Riddle a Day Keeps the Riddler Away).
- 012 - Cuando la rata se va se divierten los ratoncillos (When the Rat's Away the Mice Will Play).
- 013 - El sombrero número trece (The Thirteenth Hat).
- 014 - Batman se mantiene en sus trece (Batman Stands Pat).
- 015 - El Joker va a la escuela, Primera Parte (The Joker Goes to School).
- 016 - El Joker va a la escuela, Segunda Parte (He Meets His Match, The Grisly Ghoul).
- 017 - Verdadera o falsa faz, Primera Parte (True or False-Face).
- 018 - Verdadera o falsa faz, Segunda Parte (Holy Rat Race).
- 019 - El crimen perfecto (The Purr-fect Crime).
- 020 - Mejor suerte la próxima vez, Gatúbela (Better Luck Next Time).
- 021 - El Pingüino se reforma (The Penguin Goes Straight).
- 022 - Todavía no (Not Yet, He Ain't).
- 023 - La banda de cera (The Ring of Wax).
- 024 - Llegó el matancero (Give 'Em the Axe).
- 025 - El Joker se lleva un as (The Joker Trumps an Ace).
- 026 - El Joker pierde el compás (Batman Sets the Pace).
- 027 - La maldición del rey Tutankamen (The Curse of Tut).
- 028 - El faraón se estanca (The Pharaoh's in a Rut).
- 029 - El Bibliofilo se divierte, Primera Parte (The Bookworm Turns).
- 030 - El Bibliofilo se divierte, Segunda Parte (While Gotham City Burns).
- 031 - Muerte en cámara lenta (Death in Slow Motion).
- 032 - La justicia corpulenta (The Riddler's False Notion).
- 033 - Peces pícaros y perversos (Fine Finny Fiends).
- 034 - Batman gana con creces (Batman Makes the Scenes).

2da temporada
- 035 - La flecha maltrecha, Primera Parte (Shoot a Crooked Arrow).
- 036 - La flecha maltrecha, Segunda Parte (Walk the Straight and Narrow).
- 037 - ¿Quién le pone el cascabel al gato? (Hot Off the Griddle).
- 038 - Catwoman y el Violín (The Cat and the Fiddle).
- 039 - El Trovador extorsionista (The Minstrel's Shakedown).
- 040 - ¿Batman rostizado? (Barbecued Batman?).
- 041 - El maleficio de Tut (The Spell of Tut).
- 042 - El amén de Tutankamen (Tut's Case is Shut).
- 043 - Ma Parker y sus polluelos (The Greatest Mother of Them All).
- 044 - Ma Parker (Ma Parker).
- 045 - Los crímenes locos del relojero, Primera Parte (The Clock King's Crazy Crimes).
- 046 - Los crímenes locos del relojero, Segunda Parte (The Clock King Gets Crowned).
- 047 - El Cascarón llega a Ciudad Gótica, Primera Parte (An Egg Grows in Gotham).
- 048 - El Cascarón llega a Ciudad Gótica, Segunda Parte (The Yegg Foes in Gotham).
- 049 - Los dedos del diablo, Primera Parte (The Devil's Fingers).
- 050 - Los dedos del diablo, Segunda Parte (The Dead Ringers).
- 051 - El Pingüino se postula, Primera Parte (Hizzonner the Penguin).
- 052 - El Pingüino se postula, Segunda Parte (Dizzoner the Penguin).
- 053 - Hielo seco, Primera Parte (Green Ice).
- 054 - Hielo seco, Segunda Parte (Deep Freeze).
- 055 - Las bromas del Joker (The Impractical Joker).
- 056 - El Joker pierde sazón (The Joker's Provokers).
- 057 - Marcia Reina de Diamantes, Primera parte (Marsha, Queen of Diamonds).
- 058 - Marcia Reina de Diamantes, Segunda parte (Marsha's Scheme of Diamonds).
- 059 - No te vayas, Shame (Come Back, Shame).
- 060 - Shame pierde la partida (It's How You Play the Game).
- 061 - El nido del Pingüino, Primera parte (The Penguin's Nest).
- 062 - El nido del Pingüino, Segunda Parte (The Bird's Last Jest).
- 063 - El maullido de la gata (The Cat's Meow).
- 064 - Batman de hinojos (The Bat's Kow Tow).
- 065 - Se acerca el enigma (The Puzzles Are Coming).
- 066 - El dúo se impone (The Duo is Slumming).
- 067 - El Hombre de Arena se mofa (The Sandman Cometh).
- 068 - Un roto para un descosido (The Catwoman Goeth).
- 069 - La capucha contaminada, Primera Parte (The Contaminated Cowl).
- 070 - La capucha contaminada, Segunda parte (The Mad Hatter Runs Afoul).
- 071 - Los crímenes del zodiaco, Primera Parte (The Zodiac Crimes).
- 072 - Los crímenes del zodiaco, Segunda Parte (The Joker's Hard Times).
- 073 - El Pingüino se rinde (The Penguin Declines).
- 074 - Y dale con Catwoman (That Darn Catwoman).
- 075 - ¡A volar, Catwoman! (Scat! Darn Catwoman).
- 076 - Pingüino, el mejor amigo de las muchachas (Penguin Is a Girl's Best Friend).
- 077 - El Pingüino se impone (Penguin Sets a Trend).
- 078 - El fin del Pingüino (Penguin's Disastrous End).
- 079 - El Aniversario de Batman (Batman's Anniversary).
- 080 - Una controversia enigmática (A Riddling Controversy).
- 081 - El Joker rie el último (The Joker's Last Laugh).
- 082 - El epitafio del Joker (The Joker's Epitaph).
- 083 - Catwoman va a la escuela (Catwoman Goes to College).
- 084 - A Catwoman la reprueban (Batman Displays His Knowledge).
- 085 - El Avispón se entromete (A Piece of the Action).
- 086 - Batman de ribete (Batman's Satisfaction).
- 087 - El Rey Tut da un golpe (King Tut's Coup).
- 088 - El Rey Tut a remolque (Batman's Waterloo).
- 089 - Vuelve la Viuda Negra (Black Widow Strikes Again).
- 090 - La Viuda cae en su trampa (Caught in the Spider's Den).
- 091 - El Joker debuta como pintor pop (Pop Goes the Joker).
- 092 - El Joker revienta (Flop Goes the Joker).
- 093 - Frío en conflicto (Ice Spy).
- 094 - Frío recibe el veredicto (The Duo Defy).

3era temporada
- 095. Dentro Batwoman, fuera Pingüino (Enter Batwoman, Exit Penguin).
- 096. El Acertijo no acierta (Ring Around the Riddler).
- 097. El canto de La Sirena (The Wail of the Siren).
- 098. El Deporte de los pingüinos (The Sport of Penguins).
- 099. El caballo no es como lo pintan (A Horse of Another Color).
- 100. El Tut más infame de todos (The Unkindest Tut of All).
- 101. Luis, el lirio (Louie the Lilac).
- 102. El Cascarón descascarado (The Ogg and I).
- 103. Como empollar un dinosaurio (How to Hatch a Dinosaur).
- 104. ¡Arriba la Ola! ¡Abajo el Joker! (Surf's Up! Joker's Under!).
- 105. Los ladrones de Londrevia (The Londinium Larcenies).
- 106. La nebulosa neblina (The Foggiest Notion).
- 107. En la torre (The Bloody Tower).
- 108. Catwoman lista para matar (Catwoman's Dressed to Kill).
- 109. La pareja muy pareja (The Ogg Couple).
- 110. Las fantásticas felonías felinas (The Funny Feline Felonies).
- 111. Catwoman cae en la trampa (The Joke's on Catwoman).
- 112. Los lirios letales de Luis (Louie's Lethal Lilac).
- 113. Nora Clavícula y su club criminal de damas (Nora Clavicle and the Ladies' Crime Club).
- 114. Limpia total de Pingüino (Penguin's Clean Sweep).
- 115. La gran escapatoria (The Great Escape).
- 116. El gran robo del tren (The Great Train Robbery).
- 117. Seré el tío de La Momia (I'll Be a Mummy's Uncle).
- 118. El OVNI del Joker (The Joker's Flying Saucer).
- 119. La encantadora Doctora Cassandra (The Entrancing Dr. Cassandra).
- 120. Minerva, mutilaciones y millonarios (Minerva, Mayhem and Millionaires).

## Cambio de nombres de personajes en México
El doblaje en México lo realizó la compañía Cinematográfica Interamericana S.A. (CINSA), y se caracterizó por utilizar los nombres creados en la década de 1950 por la popular Editorial Novaro en su traducción de los cómics de DC Comics. Entre estos nombres cambiados se encontraban los de Bruno Díaz (Bruce Wayne), Ricardo Tapia (Dick Grayson), Comisionado Fierro (James Gordon), el Comodín (renombrado por CINSA como Guasón debido al tono "camp" de la serie) (Joker), Gatúbela (Catwoman), Ciudad Gótica (Gotham City), entre otros.
Como la comedia televisiva fue tan popular, estos nombres han permanecido en la "memoria colectiva" de la gente de Hispanoamérica.
La compañía CINSA luego dobló las series de animación de Filmation que incluía a algunos de estos personajes (algunos fueron renombrados, como Joker a "Bromista"). Debido al arraigo a los nombres de Novaro que se originó por la popularidad de estos doblajes, estos nombres fueron utilizados en posteriores doblajes de otras producciones relacionadas con Batman, como por ejemplo, todas las series del Universo animado de DC Comics de los noventa y principios del siglo XXI.
Tras el cierre de Novaro en México, otras editoriales que retomaron a DC Comics después del "reinicio" originado por la Crisis en Tierras Infinitas, comenzaron a utilizar los nombres originales. Editorial Vid en México, decidió utilizar la mayoría de los nombres de los héroes y villanos que Novaro creó pero excluyendo los nombres "civiles" utilizando los originales, es decir, Martian Manhunter continuó como "Detective Marciano" pero Batman mantendría el nombre original de Bruce Wayne, por ejemplo. En otras producciones como Súper Amigos y la película de Tim Burton de 1990, estos nombres comenzaron a desaparecer paulatinamente dando paso a sus nombres originales aunque más tarde acabarían volviendo en producciones animadas como La Broma Asesina o la saga de Videojuegos Batman Arkham.

## Tema musical
El tema de inicio de la serie Batman es una de las más conocidas melodías de todos los tiempos. Compuesto por Neal Hefti, la canción se desarrolla con pegadizo hook de guitarra que recuerda a las películas de espionaje y a la música surf. Se trata de un simple twelve bar blues usando solo tres acordes hasta la coda. La letra del tema consta de diez gritos de "Batman!", repeticiones que eran seguidas por una coda de "Da da da da da da da da da da da da da... Batman!". Esta canción tiene una similitud con "Taxman" de The Beatles, que curiosamente fue grabada el mismo año que salió al aire la serie de televisión.

## Emisión
- Argentina: Canal 11, Canal 13.
- Brasil: SBT, TCM Brasil, FOX Brasil, FX Brasil, Rede Brasil de Televisão.
- Chile: Canal 13, Televisión Nacional, Mega
- Colombia: Teletigre.
- Costa Rica: Televisora Tic Tac, Telecentro Canal 6.
- Ecuador: Ecuavisa, Teleamazonas, Gamavisión, SíTV/Canal Uno, RTU.
- El Salvador: Canal 2 de Telecorporación Salvadoreña
- España: TVE (La 1).
- México: Televisa (Canal 4, Canal 5).
- Perú: América Televisión, Panamericana Televisión.
- Venezuela: Venevisión, RCTV, Televen, La Tele.
- Latinoamérica: Fox Kids, Universo Series, TCM.